# Cnaeus Iulius Mento
Pour les articles homonymes, voir Iulius.
Cnaeus Iulius Mento est un homme politique de la République romaine, consul en 431 av. J.-C.

## Famille
Il est membre de la gens patricienne des Iulii. Tite-Live lui donne le praenomen de Cnaeus, ce qui ferait de lui le seul membre des Iulii à le porter, tandis que Diodore de Sicile avance celui de Caius,.

## Carrière
Mento est élu consul en 431 av. J.-C. avec Titus Quinctius Poenus Cincinnatus pour collègue. Lors de leur mandat, le territoire romain est à nouveau attaqué par les Volsques et les Èques qui établissent deux camps séparés sur le mont Algide. A Rome, le Sénat conseille la nomination d'un dictateur. Les consuls s'y refusent dans un premier temps puis cèdent face à la pression exercée par les tribuns de la plèbe. Ne parvenant pas à se mettre d'accord sur l'identité du dictateur, Cincinnatus est tiré au sort pour le désigner. Il choisit son beau-père, Aulus Postumius Tubertus, réputé pour être un commandant strict et sévère, qui prend Lucius Iulius Iullus pour maître de cavalerie,.
Le dictateur procède à des levées et met à contribution les Latins et les Herniques qui fournissent des contingents. Mento reste à Rome tandis que Cincinnatus est placé à la tête de la moitié des troupes. Après la victoire, Tubertus obtient les honneurs d'un triomphe,. Il laisse le commandement des armées à Cincinnatus et retourne à Rome pour le célébrer et abdiquer. Pendant ce temps, Mento, resté à Rome, procède à la dédicace d'un temple à Apollo Medicus, temple voué deux ans plus tôt alors qu'une épidémie touchait la ville,.